# Jens Karraß

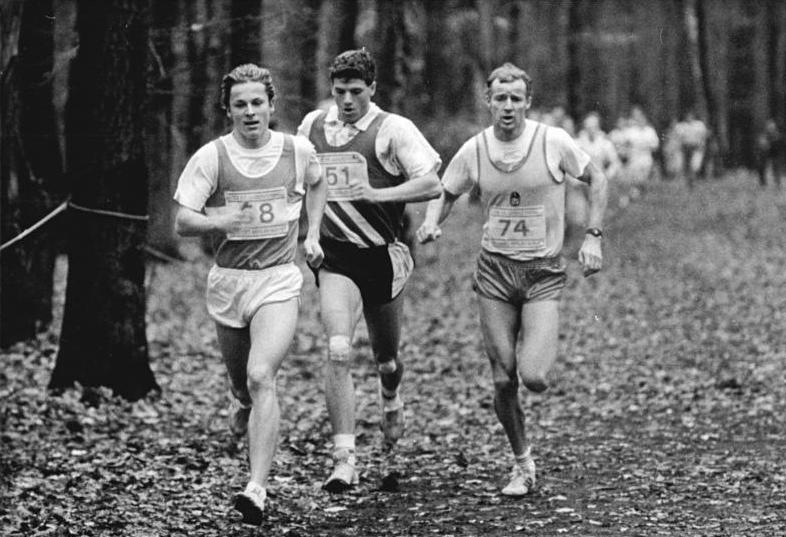
Jens Karraß (links) mit Hauke Fuhlbrügge (Mitte) und Olaf Beyer (rechts) bei einem Crosslauf im Jahr 1988

Jens Karraß (* 14. Oktober 1968 in Hoyerswerda) ist ein deutscher Leichtathlet und Autor.

## Leben
Von 1976 bis 1985 war er Schüler der Albert-Schweitzer-Oberschule. Anschließend besuchte er bis 1988 die Cottbuser Sportschule „Wladimir Michailowitsch Komarow“. Danach zog Karraß nach Berlin und absolvierte ein zweijähriges Volontariat bei der Lausitzer Rundschau. Ab 1990 studierte er Politologie am Otto-Suhr-Institut und am John-F.-Kennedy-Institut für Nordamerikastudien der Berliner Freien Universität. Nach einer Knieoperation im August 1993 musste er das Laufen für sechs Monate aufgeben. 1995 wechselte er zur TU Berlin und schloss mit einem Diplom als Medienberater ab.

## Erfolge
Bereits 1987 wurde Karraß Junioreneuropameister über 10.000 m in Birmingham. 1990 war er DDR-Meister über 3000 m in der Halle. Er war 1991 Deutscher Meister im 10.000-Meter-Lauf. Zusammen mit Achim Achilles schrieb er eine Laufkolumne bei Spiegel Online, ist Autor zweier Bücher und betreibt eine Homepage zur Laufberatung.

## Schriften
- Achilles’ Laufberater: Training, Idealgewicht, Gesundheit, Motivation. Antworten auf alle Läufer-Fragen von Achim Achilles, Fernando Dimeo und Jens Karraß. Heyne, 2008
- Joggen in Berlin. Die besten Strecken getestet von Prominenten. Nicolai, 2005